# Comuna de Szczytniki
Szczytniki (polaco: Gmina Szczytniki) é uma gminy (comuna) na Polónia, na voivodia de Grande Polónia e no condado de Kaliski. A sede do condado é a cidade de Szczytniki.
De acordo com os censos de 2004, a comuna tem 8131 habitantes, com uma densidade 73,5 hab/km².

## Área
Estende-se por uma área de 110,66 km², incluindo:
- área agrícola: 89%
- área florestal: 4%

## Demografia
Dados de 30 de Junho 2004:
|                      | Total   | Total | Mulheres | Mulheres | Homens  | Homens |
| -------------------- | ------- | ----- | -------- | -------- | ------- | ------ |
|                      | pessoas | %     | pessoas  | %        | pessoas | %      |
| População            | 8131    | 100   | 4128     | 50,8     | 4003    | 49,2   |
| Densidade (pop./km²) | 73,5    | 100   | 37,3     | 37,3     | 36,2    | 36,2   |

De acordo com dados de 2002, o rendimento médio per capita ascendia a 1281,53 zł.

## Comunas vizinhas
- Błaszki, Brzeziny, Godziesze Wielkie, Goszczanów, Koźminek, Opatówek